# Lasjia grandis
 (mai 2025).
Espèce
Lasjia grandis est une espèce de plantes à fleurs de la famille des Proteaceae. C'est une espèce d'arbre forestier qui est endémique au nord-est du Queensland en Australie. Son statut de conservation est considéré comme Vulnérable en vertu de la Loi sur la conservation de la nature de 1992 du Queensland.

## Description
Les feuilles mesurent 8-23 cm de long sur 2-6 cm de large. Les bourgeons terminaux sont couverts de poils de couleur brun-rouille. Les fleurs de couleur crème à jaune poussent en inflorescence avec des bractées incurvées. Les fruits globuleux ont un diamètre de 5-6 cm.

## Répartition et habitat
Cet arbre est endémique du Queensland en Australie et se rencontre dans la forêt tropicale humide de basse altitude dans le China Camp à Bloomfield (en), depuis le niveau de la mer jusqu'à une altitude de 450 m.

## Dénominations
Cet arbre est appelé communément en anglais : Satin silky oak ou Barong nut.

## Systématique
Le nom correct complet (avec auteur) de ce taxon est Lasjia grandis (C.L.Gross (d) & B.Hyland) P.H.Weston (d) & A.R.Mast.
L'arbre a été décrit pour la première fois en 1993 dans la revue scientifique American Journal of Botany par Caroline Gross et Bernard Hyland comme une espèce de Macadamia, mais a été transféré en 2008 dans ce même journal par Peter Weston et Austin Mast au nouveau genre Lasjia.
Lasjia grandis a pour synonyme :
- Macadamia grandis C.L.Gross & B.Hyland

### Publication originale
- (en) Caroline L. Gross et Bernard Hyland, « Two New Species of Macadamia (Proteaceae) from North Queensland », Australian Systematic Botany, Australie, vol. 6, no 4,‎ 1993, p. 343-350 (ISSN 1030-1887, e-ISSN 1446-5701, DOI 10.1071/SB9930343).